# 芦名裕子
芦名 裕子（あしな ゆうこ、2月3日 - ）は、日本の宗教学者・国文学者。聖学院大学講師。旧姓は城戸。元自民党衆議院議員の孫で、元教育党党首城戸嘉世子の長女。日本基督教団奈良高畑教会教会員。

## 経歴
- 東京都目黒区生まれ。博多育ち。
- 福岡県立福岡高等学校卒業。
- 亜細亜大学卒業。政治学者・憲法学者の工藤重忠教授・神沢有三教授・梶村昇教授らの指導を受ける。
- 大正大学大学院修士課程修了（宗教学）。指導教授は藤井正雄教授・田丸徳善東大教授。
- 駒澤大学大学院修士課程修了（国文学）。指導教授は小野寛教授。
- 専攻は比較宗教学。上代文学。京都府立大学大学院研究生・大阪市立大学大学院研究生・京都大学大学院聴講生として大学院に籍を置きながら研究を続ける。
- 大阪市立大学文学部講師でキリスト教学者の芦名定道（現在、京都大学大学院文学研究科教授）と結婚。
- 二松学舎大学・聖学院大学・天理大学（ヨーロッパ・アメリカの宗教）等で宗教学・国文学の非常勤講師を務める。聖母女学院短期大学ではキリスト教学を教える。
- 国語国文学研究と聖泉短期大学で国語表現法やビジネス文書や担当した経験を生かし、東京経済大学・亜細亜大学短期大学部等で秘書論・秘書実務の非常勤講師も務める。
- アジア研究所嘱託研究員として、アジア諸国の宗教調査を行う。
- 日本宗教学会会員。
- 現在、京都府在住。
- 近年は道教の研究も行っている。

## 著書
- 『日本語表現のエッセンス』 アジア書房、1994年
- 『楽しく学べる秘書技能』 アジア書房、1996年
- 『芦名式ビジネス実務　多種検定対応』 三恵社、2003年
- 『楽しい宗教学』 三恵社、2005年